# Bob Hewitt
Robert „Bob“ Anthony John Hewitt (* 12. Januar 1940 in Dubbo, New South Wales) ist ein ehemaliger australisch-südafrikanischer Tennisspieler. Er gewann in seiner Karriere 15 Grand-Slam-Titel im Doppel und Mixed-Doppel.

## Biographie
Bob Hewitt wurde in Australien geboren. Nach seiner Hochzeit mit der aus Johannesburg stammenden Delaille nahm er die Staatsbürgerschaft Südafrikas an und lebte dort auch die meiste Zeit seines Lebens. Er gewann in seiner Karriere sowohl im Tennisdoppel als auch im Mixed-Doppel alle vier Grand-Slam-Turniere, wenn auch nicht im selben Jahr. 1974 trug Hewitt einen großen Teil zum einzigen Sieg Südafrikas im Davis Cup bei. Der Finalgegner Indien boykottierte jedoch das Finale aufgrund der Apartheidspolitik Südafrikas.
Hewitt gewann im Doppel zweimal die Australian Open, ein Mal die French Open und US Open und fünfmal in Wimbledon. Im Mixed-Doppel feierte er jeweils einen Erfolg in Melbourne und New York und gewann jeweils zwei Titel in Paris und Wimbledon. Dazu kommen noch 7 Einzel- und 65 Doppeltitel auf der ATP Tour. Die meisten gewann er mit seinem langjährigen Doppelpartner und Landsmann Frew McMillan. Für diese Leistungen erfolgte 1992 seine Aufnahme in die International Tennis Hall of Fame.
Aus dieser wurde er nach Untersuchungen bezüglich Kindesmissbrauchs am 16. November 2012 wieder gelöscht. 2013 wurden nach den Angaben formelle Untersuchungen und schließlich ein Prozess gegen Hewitt eröffnet. Am 18. Mai 2015 wurde Hewitt in Südafrika zu sechs Jahren Gefängnis wegen Vergewaltigung in zwei Fällen und sexueller Belästigung in einem Fall, begangen in den 1980er und 1990er Jahren, verurteilt. Vorwürfe gegen ihn wegen sexuellen Missbrauchs waren auch in den USA laut geworden, wo er eine Zeit lang lebte. Hewitt hatte in allen drei Fällen auf nicht schuldig plädiert. Am 12. September 2016 scheiterte Hewitts Berufung am Verfassungsgericht der Republik Südafrika, nachdem er zuvor schon vor dem Obersten Berufungsgericht gescheitert war.

## Erfolge
| Legende                    |
| Grand Slam (15)            |
| Saisonendveranstaltung (1) |
| ATP Masters Series         |
| Grand Prix (61)            |

| Open-Era-Titel nach Belag |
| Hartplatz (19)            |
| Sand (20)                 |
| Rasen (7)                 |
| Teppich (19)              |

### Einzel

#### Turniersiege
| Nr. | Datum             | Turnier      | Belag         | Finalgegner      | Ergebnis            |
| --- | ----------------- | ------------ | ------------- | ---------------- | ------------------- |
| 1.  | 16. November 1968 | London       | Hartplatz (i) | Bob Lutz         | 4:6, 6:2, 6:4, 10:8 |
| 2.  | 13. Juli 1969     | Dublin (1)   | Rasen         | Nikola Pilić     | 6:3, 6:2            |
| 3.  | 27. Juli 1969     | München      | Sand          | Christian Kuhnke | 6:4, 3:6, 6:2, 6:2  |
| 4.  | 12. April 1970    | Durban (1)   | Hartplatz     | Cliff Drysdale   | 6:4, 3:6, 6:4, 6:3  |
| 5.  | 4. April 1971     | Durban (2)   | Hartplatz     | Manuel Santana   | 7:6, 6:1, 6:1       |
| 6.  | 13. Mai 1972      | Bournemouth  | Sand          | Pierre Barthes   | 6:2, 6:4, 6:3       |
| 7.  | 17. Juni 1972     | Bristol      | Rasen         | Alex Olmedo      | 6:4, 6:3            |
| 8.  | 15. Juli 1972     | Dublin (2)   | Rasen         | Frew McMillan    | 6:1, 6:2            |
| 9.  | 30. Juli 1972     | Clemmons     | Sand          | Andrew Pattison  | 3:6, 6:3, 6:1       |
| 10. | 13. August 1972   | Indianapolis | Sand          | Jimmy Connors    | 7:6, 6:1, 6:2       |

#### Finalteilnahmen
| Nr. | Datum             | Turnier         | Belag       | Finalgegner     | Ergebnis                 |
| --- | ----------------- | --------------- | ----------- | --------------- | ------------------------ |
| 1.  | 19. Mai 1968      | Rom             | Sand        | Tom Okker       | 8:10, 8:6, 1:6, 6:1, 0:6 |
| 2.  | 3. Mai 1969       | Bournemouth (1) | Sand        | John Newcombe   | 8:6, 3:6, 7:5, 4:6, 4:6  |
| 3.  | 15. November 1969 | London          | Teppich (i) | Mark Cox        | 6:4, 7:9, 2:6            |
| 4.  | 2. Mai 1970       | Bournemouth (2) | Sand        | Mark Cox        | 1:6, 2:6, 3:6            |
| 5.  | 20. Juni 1970     | Eastbourne      | Rasen       | Ken Rosewall    | 2:6, 1:6                 |
| 6.  | 5. Juni 1971      | Manchester      | Rasen       | Colin Dibley    | 1:6, 4:6                 |
| 7.  | 20. November 1971 | London          | Teppich (i) | Gerald Battrick | 6:0, 1:6, 3:6            |
| 8.  | 30. März 1975     | Monte Carlo     | Sand        | Manuel Orantes  | 2:6, 4:6                 |
| 9.  | 24. August 1975   | South Orange    | Sand        | Ilie Năstase    | 6:7, 1:6                 |

### Doppel

#### Turniersiege
| Nr. | Datum              | Turnier                     | Belag         | Doppelpartner   | Finalgegner                          | Ergebnis                  |
| --- | ------------------ | --------------------------- | ------------- | --------------- | ------------------------------------ | ------------------------- |
| 1.  | 7. Juli 1962       | Wimbledon Championships (1) | Rasen         | Fred Stolle     | Boro Jovanović Nikola Pilić          | 6:2, 5:7, 6:2, 6:4        |
| 2.  | 19. Januar 1963    | Australian Open (1)         | Rasen         | Fred Stolle     | Ken Fletcher John Newcombe           | 6:2, 3:6, 6:3, 3:6, 6:3   |
| 3.  | 13. Januar 1964    | Australian Open (2)         | Rasen         | Fred Stolle     | Roy Emerson Ken Fletcher             | 6:4, 7:5, 3:6, 4:6, 14:12 |
| 4.  | 4. Juli 1964       | Wimbledon Championships (2) | Rasen         | Fred Stolle     | Roy Emerson Ken Fletcher             | 7:5, 11:9, 6:4            |
| 5.  | 8. Juli 1967       | Wimbledon Championships (3) | Rasen         | Frew McMillan   | Roy Emerson Ken Fletcher             | 6:2, 6:3, 6:4             |
| 6.  | 19. Juli 1970      | Washington (1)              | Sand          | Frew McMillan   | Ilie Năstase Ion Țiriac              | 7:5, 6:0                  |
| 7.  | 17. August 1970    | Hamburg                     | Sand          | Frew McMillan   | Tom Okker Nikola Pilić               | 6:3, 7:5, 6:2             |
| 8.  | 13. Mai 1972       | Bournemouth                 | Sand          | Frew McMillan   | Ilie Năstase Ion Țiriac              | 7:5, 6:2                  |
| 9.  | 4. Juni 1972       | French Open                 | Sand          | Frew McMillan   | Patricio Cornejo Jaime Fillol        | 6:3, 8:6, 3:6, 6:1        |
| 10. | 17. Juni 1972      | Bristol                     | Sand          | Frew McMillan   | Clark Graebner Lew Hoad              | 6:3, 6:2                  |
| 11. | 8. Juli 1972       | Wimbledon Championships (4) | Rasen         | Frew McMillan   | Stan Smith Erik van Dillen           | 6:2, 6:2, 9:7             |
| 12. | 30. Juli 1972      | Clemmons                    | Sand          | Andrew Pattison | Jim McManus Jim Osborne              | 6:4, 6:4                  |
| 13. | 6. August 1972     | Cincinnati                  | Sand          | Frew McMillan   | Paul Gerken Humphrey Hose            | 7:6, 6:4                  |
| 14. | 13. August 1972    | Indianapolis                | Sand          | Frew McMillan   | Patricio Cornejo Jaime Fillol        | 6:2, 6:3                  |
| 15. | 1. Oktober 1972    | Albany                      | Teppich       | Frew McMillan   | Ove Bengtson Björn Borg              | 6:2, 2:6, 6:2             |
| 16. | 17. März 1974      | Washington                  | Teppich (i)   | Frew McMillan   | Tom Okker Marty Riessen              | 7:6, 6:3                  |
| 17. | 31. März 1974      | Rotterdam (1)               | Teppich (i)   | Frew McMillan   | Pierre Barthes Ilie Năstase          | 3:6, 6:4, 6:3             |
| 18. | 7. April 1974      | München (1)                 | Teppich (i)   | Frew McMillan   | Pierre Barthes Ilie Năstase          | 6:2, 7:6                  |
| 19. | 7. April 1974      | Johannesburg                | Teppich (i)   | Frew McMillan   | Jim McManus Andrew Pattison          | 6:2, 6:4, 7:6             |
| 20. | 5. Mai 1974        | WCT Doubles Finals          | Teppich (i)   | Frew McMillan   | Owen Davidson John Newcombe          | 6:2, 6:76, 6:1, 6:2       |
| 21. | 26. November 1974  | Johannesburg                | Hartplatz     | Frew McMillan   | Tom Okker Marty Riessen              | 7:6, 6:4, 6:3             |
| 22. | 2. März 1975       | Rotterdam (2)               | Teppich (i)   | Frew McMillan   | José Higueras Balázs Taróczy         | 6:2, 6:2                  |
| 23. | 16. März 1975      | München (2)                 | Teppich (i)   | Frew McMillan   | Corrado Barazzutti Antonio Zugarelli | 6:3, 6:4                  |
| 24. | 30. März 1975      | Monte Carlo                 | Sand          | Frew McMillan   | Arthur Ashe Tom Okker                | 6:3, 6:2                  |
| 25. | 9. November 1975   | Stockholm (1)               | Hartplatz (i) | Frew McMillan   | Charlie Pasarell Roscoe Tanner       | 3:6, 6:3, 6:4             |
| 26. | 11. Januar 1976    | Columbus                    | Teppich (i)   | Frew McMillan   | Arthur Ashe Tom Okker                | 7:64, 6:4                 |
| 27. | 25. Januar 1976    | Baltimore                   | Teppich (i)   | Frew McMillan   | Ilie Năstase Cliff Richey            | 3:6, 7:6, 6:4             |
| 28. | 23. August 1976    | Toronto (1)                 | Sand          | Raúl Ramírez    | Juan Gisbert Manuel Orantes          | 6:2, 6:1                  |
| 29. | 31. Oktober 1976   | Wien (1)                    | Hartplatz (i) | Frew McMillan   | Brian Gottfried Raúl Ramírez         | 6:4, 4:0 aufgg.           |
| 30. | 6. November 1976   | Köln (1)                    | Hartplatz (i) | Frew McMillan   | Colin Dowdeswell Mike Estep          | 6:1, 3:6, 7:6             |
| 31. | 14. November 1976  | Stockholm (2)               | Hartplatz (i) | Frew McMillan   | Tom Okker Marty Riessen              | 6:4, 4:6, 6:4             |
| 32. | 30. Januar 1977    | Philadelphia (1)            | Teppich (i)   | Frew McMillan   | Wojciech Fibak Tom Okker             | 6:1, 1:6, 6:3             |
| 33. | 13. Februar 1977   | Springfield                 | Teppich (i)   | Frew McMillan   | Ion Țiriac Guillermo Vilas           | 7:6, 6:2                  |
| 34. | 20. Februar 1977   | San José                    | Teppich (i)   | Frew McMillan   | Tom Gorman Geoff Masters             | 6:2, 6:3                  |
| 35. | 27. Februar 1977   | Palm Springs                | Hartplatz     | Frew McMillan   | Marty Riessen Roscoe Tanner          | 7:6, 7:6                  |
| 36. | 13. März 1977      | Johannesburg (2)            | Hartplatz     | Frew McMillan   | Charlie Pasarell Erik van Dillen     | 6:2, 6:0                  |
| 37. | 27. März 1977      | Carlsbad                    | Hartplatz     | Frew McMillan   | Ray Ruffels Allan Stone              | 6:4, 6:2                  |
| 38. | 3. April 1977      | Los Angeles                 | Teppich (i)   | Frew McMillan   | Bob Lutz Stan Smith                  | 6:3, 6:4                  |
| 39. | 9. April 1977      | Jackson                     | Teppich (i)   | Frew McMillan   | Phil Dent Ken Rosewall               | 6:2, 7:6                  |
| 40. | 15. Mai 1977       | Hamburg                     | Teppich (i)   | Karl Meiler     | Phil Dent Kim Warwick                | 3:6, 6:3, 6:4, 6:4        |
| 41. | 22. August 1977    | Toronto (2)                 | Sand          | Raúl Ramírez    | Fred McNair Sherwood Stewart         | 6:4, 3:6, 6:2             |
| 42. | 11. September 1977 | US Open                     | Sand          | Frew McMillan   | Raúl Ramírez Brian Gottfried         | 6:4, 6:0                  |
| 43. | 16. Oktober 1977   | Madrid                      | Sand          | Frew McMillan   | Antonio Muñoz Manuel Orantes         | 6:7, 7:6, 6:3, 6:1        |
| 44. | 30. Oktober 1977   | Wien (2)                    | Hartplatz (i) | Frew McMillan   | Wojciech Fibak Jan Kodeš             | 6:4, 6:3                  |
| 45. | 6. November 1977   | Köln (2)                    | Hartplatz (i) | Frew McMillan   | Fred McNair Sherwood Stewart         | 6:3, 7:5                  |
| 46. | 8. Januar 1978     | Masters                     | Teppich (i)   | Frew McMillan   | Bob Lutz Stan Smith                  | 7:5, 7:6, 6:3             |
| 47. | 29. Januar 1978    | Philadelphia (2)            | Teppich (i)   | Frew McMillan   | Vitas Gerulaitis Sandy Mayer         | 6:4, 6:4                  |
| 48. | 5. Februar 1978    | Richmond                    | Teppich (i)   | Frew McMillan   | Vitas Gerulaitis Sandy Mayer         | 6:3, 7:5                  |
| 49. | 12. Februar 1978   | St. Louis                   | Teppich (i)   | Frew McMillan   | Wojciech Fibak Tom Okker             | 6:3, 6:2                  |
| 50. | 26. Februar 1978   | Denver                      | Teppich (i)   | Frew McMillan   | Fred McNair Sherwood Stewart         | 6:4, 7:6                  |
| 51. | 10. April 1978     | Johannesburg (3)            | Hartplatz     | Frew McMillan   | Colin Dibley Geoff Masters           | 7:5, 7:6                  |
| 52. | 25. Juni 1978      | Queen’s Club                | Rasen         | Frew McMillan   | Fred McNair Raúl Ramírez             | 6:2, 7:5                  |
| 53. | 8. Juli 1978       | Wimbledon Championships (5) | Rasen         | Frew McMillan   | Peter Fleming John McEnroe           | 6:1, 6:4, 6:2             |
| 54. | 23. Juli 1978      | Washington (2)              | Sand          | Arthur Ashe     | Fred McNair Raúl Ramírez             | 6:3, 6:4                  |
| 55. | 22. Juli 1979      | Båstad                      | Sand          | Heinz Günthardt | Mark Edmondson John Marks            | 6:2, 6:2                  |
| 56. | 21. Oktober 1979   | Basel                       | Hartplatz (i) | Frew McMillan   | Brian Gottfried Raúl Ramírez         | 6:3, 6:4                  |
| 57. | 28. Oktober 1979   | Wien (3)                    | Hartplatz (i) | Frew McMillan   | Brian Gottfried Raúl Ramírez         | 6:4, 3:6, 6:1             |
| 58. | 3. Dezember 1979   | Johannesburg (4)            | Hartplatz     | Frew McMillan   | Mike Cahill Buster Mottram           | 1:6, 6:1, 6:4             |
| 59. | 13. April 1980     | Johannesburg (5)            | Hartplatz     | Frew McMillan   | Colin Dowdeswell Heinz Günthardt     | 6:4, 6:3                  |
| 60. | 25. Mai 1980       | München                     | Hartplatz     | Heinz Günthardt | David Carter Chris Lewis             | 7:6, 6:1                  |

#### Finalteilnahmen
| Nr. | Datum             | Turnier                     | Belag         | Doppelpartner    | Finalgegner                   | Ergebnis                 |
| --- | ----------------- | --------------------------- | ------------- | ---------------- | ----------------------------- | ------------------------ |
| 1.  | 8. Juli 1961      | Wimbledon Championships (1) | Rasen         | Fred Stolle      | Roy Emerson Neale Fraser      | 4:6, 8:6, 4:6, 8:6, 6:8  |
| 2.  | 15. Januar 1962   | Australian Open             | Rasen         | Fred Stolle      | Roy Emerson Neale Fraser      | 6:4, 6:4, 1:6, 4:6, 9:11 |
| 3.  | 29. Mai 1965      | French Open                 | Sand          | Ken Fletcher     | Roy Emerson Neale Fraser      | 8:6, 3:6, 6:8, 2:6       |
| 4.  | 3. Juli 1965      | Wimbledon Championships (2) | Rasen         | Ken Fletcher     | John Newcombe Tony Roche      | 5:7, 3:6, 4:6            |
| 5.  | 26. Juli 1970     | Cincinnati (1)              | Sand          | Frew McMillan    | Ilie Năstase Ion Țiriac       | 3:6, 4:6                 |
| 6.  | 11. Juni 1972     | Hamburg                     | Sand          | Ion Țiriac       | Jan Kodeš Ilie Năstase        | 6:4, 0:6, 6:3, 2:6, 2:6  |
| 7.  | 10. Februar 1974  | Little Rock (1)             | Hartplatz (i) | Vitas Gerulaitis | Jürgen Faßbender Karl Meiler  | 0:6, 2:6                 |
| 8.  | 3. November 1974  | Wien (1)                    | Hartplatz (i) | Frew McMillan    | Andrew Pattison Raymond Moore | 4:6, 7:5, 4:6            |
| 9.  | 10. November 1974 | Stockholm                   | Hartplatz (i) | Frew McMillan    | Tom Okker Marty Riessen       | 6:2, 3:6, 4:6            |
| 10. | 19. April 1975    | Johannesburg                | Hartplatz     | Frew McMillan    | Arthur Ashe Tom Okker         | 3:6, 2:6                 |
| 11. | 26. Oktober 1975  | Teheran (1)                 | Sand          | Frew McMillan    | Juan Gisbert Manuel Orantes   | 5:7, 7:6, 1:6, 4:6       |
| 12. | 1. Februar 1976   | Philadelphia                | Teppich (i)   | Frew McMillan    | Rod Laver Dennis Ralston      | 6:76, 6:73               |
| 13. | 4. Oktober 1976   | San Francisco               | Teppich (i)   | Brian Gottfried  | Dick Stockton Roscoe Tanner   | 3:6, 4:6                 |
| 14. | 17. Oktober 1976  | Madrid                      | Sand          | Frew McMillan    | Wojciech Fibak Raúl Ramírez   | 6:4, 5:7, 3:6            |
| 15. | 24. Oktober 1976  | Barcelona (1)               | Sand          | Frew McMillan    | Brian Gottfried Raúl Ramírez  | 6:7, 4:6                 |
| 16. | 6. Februar 1977   | Little Rock (2)             | Hartplatz (i) | Frew McMillan    | Colin Dibley Haroon Rahim     | 7:6, 3:6, 3:6            |
| 17. | 1. Mai 1977       | Las Vegas (1)               | Hartplatz     | Raúl Ramírez     | Bob Lutz Stan Smith           | 3:6, 6:3, 4:6            |
| 18. | 10. Juli 1977     | Gstaad (1)                  | Sand          | Colin Dowdeswell | Jürgen Faßbender Karl Meiler  | 4:6, 6:7                 |
| 19. | 17. Juli 1977     | Cincinnati (2)              | Sand          | Roscoe Tanner    | John Alexander Phil Dent      | 3:6, 6:7                 |
| 20. | 9. Oktober 1977   | Teheran (2)                 | Sand          | Frew McMillan    | Ion Țiriac Guillermo Vilas    | 6:1, 1:6, 4:6            |
| 21. | 23. Oktober 1977  | Barcelona (2)               | Sand          | Frew McMillan    | Wojciech Fibak Jan Kodeš      | 0:6, 4:6                 |
| 22. | 19. Februar 1978  | Palm Springs                | Hartplatz     | Frew McMillan    | Raymond Moore Roscoe Tanner   | 4:6, 4:6                 |
| 23. | 30. April 1978    | Las Vegas (2)               | Hartplatz     | Raúl Ramírez     | Jaime Fillol Álvaro Fillol    | 3:6, 6:7                 |
| 24. | 16. Juli 1978     | Gstaad (2)                  | Sand          | Kim Warwick      | Mark Edmondson Tom Okker      | 4:6, 6:1, 1:6, 4:6       |
| 25. | 29. Oktober 1978  | Wien (2)                    | Hartplatz (i) | Frew McMillan    | Víctor Pecci Balázs Taróczy   | 3:6, 7:6, 4:6            |
| 26. | 5. November 1978  | Köln                        | Hartplatz (i) | Frew McMillan    | Peter Fleming John McEnroe    | 3:6, 2:6                 |
| 27. | 3. Dezember 1978  | Johannesburg                | Hartplatz     | Frew McMillan    | Peter Fleming Raymond Moore   | 3:6, 6:7                 |
| 28. | 19. August 1979   | Toronto                     | Hartplatz     | Heinz Günthardt  | Peter Fleming John McEnroe    | 7:6, 6:7, 1:6            |
| 29. | 19. Oktober 1980  | Basel                       | Hartplatz     | Frew McMillan    | Kevin Curren Steve Denton     | 7:6, 4:6, 4:6            |

### Mixed

#### Turniersiege
| Nr. | Datum             | Turnier                     | Belag     | Doppelpartnerin  | Finalgegner                        | Ergebnis      |
| --- | ----------------- | --------------------------- | --------- | ---------------- | ---------------------------------- | ------------- |
| 1.  | 30. Januar 1961   | Australian Open             | Rasen     | Jan Lehane       | Mary Carter Reitano John Pearce    | 9:7, 6:2      |
| 2.  | 7. Juni 1970      | French Open (1)             | Rasen     | Billie Jean King | Françoise Dürr Jean-Claude Barclay | 3:6, 6:4, 6:2 |
| 3.  | 2. Juli 1977      | Wimbledon Championships (1) | Rasen     | Greer Stevens    | Betty Stöve Frew McMillan          | 3:6, 7:5, 6:4 |
| 4.  | 10. Juni 1979     | French Open (2)             | Rasen     | Wendy Turnbull   | Virginia Ruzici Ion Țiriac         | 6:3, 2:6, 6:3 |
| 5.  | 7. Juli 1979      | Wimbledon Championships (2) | Rasen     | Greer Stevens    | Betty Stöve Frew McMillan          | 7:5, 7:67     |
| 6.  | 9. September 1979 | US Open                     | Hartplatz | Greer Stevens    | Betty Stöve Frew McMillan          | 6:3, 7:5      |

#### Finalteilnahmen
| Nr. | Datum        | Turnier                 | Belag | Doppelpartnerin | Finalgegner                 | Ergebnis  |
| --- | ------------ | ----------------------- | ----- | --------------- | --------------------------- | --------- |
| 1.  | 8. Juli 1963 | Wimbledon Championships | Rasen | Darlene Hard    | Margaret Court Ken Fletcher | 9:11, 4:6 |